# Vernonanthura
 Vernonanthura   H.Rob., 1992 è un genere di piante angiosperme dicotiledone della famiglia delle Asteraceae.

## Etimologia
Il nome scientifico del genere è stato definito per la prima volta dal botanico Harold Ernest Robinson (1932-2020) nella pubblicazione " Phytologia; Designed to Expedite Botanical Publication. New York" ( Phytologia 73(2): 66 ) del 1992.

## Descrizione

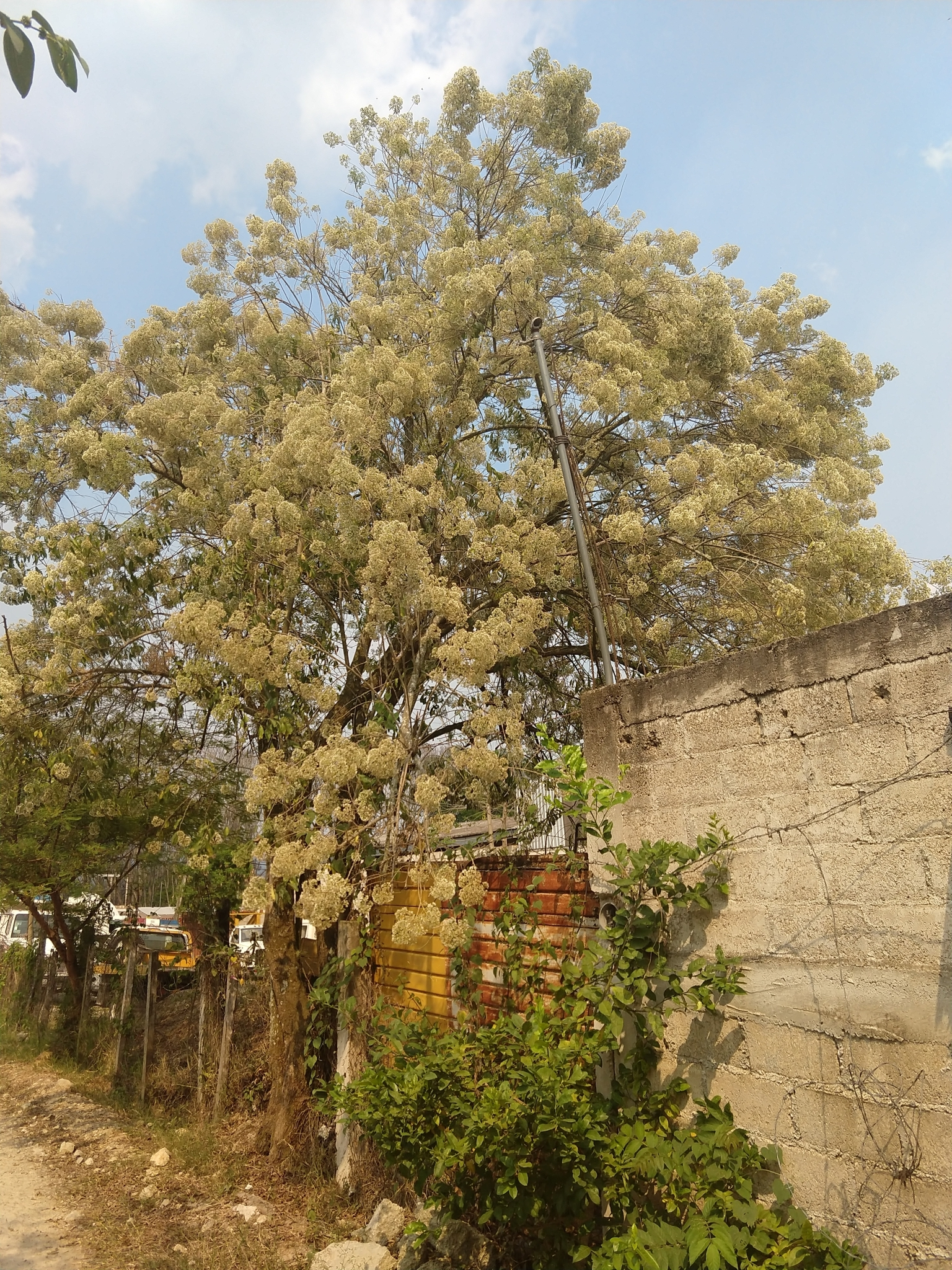
Il portamento
Vernonanthura cordata

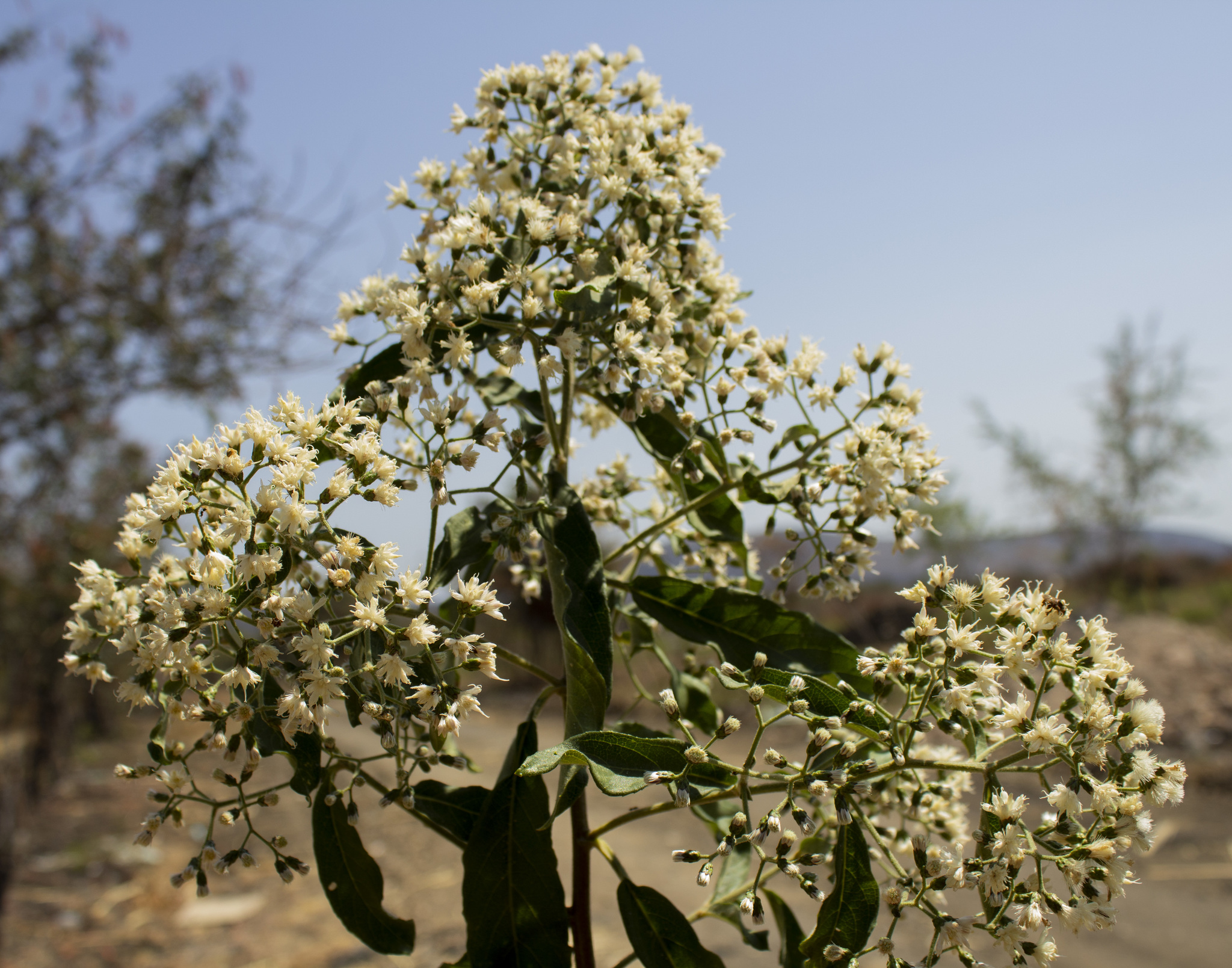
Infiorescenza
Vernonanthura cordata

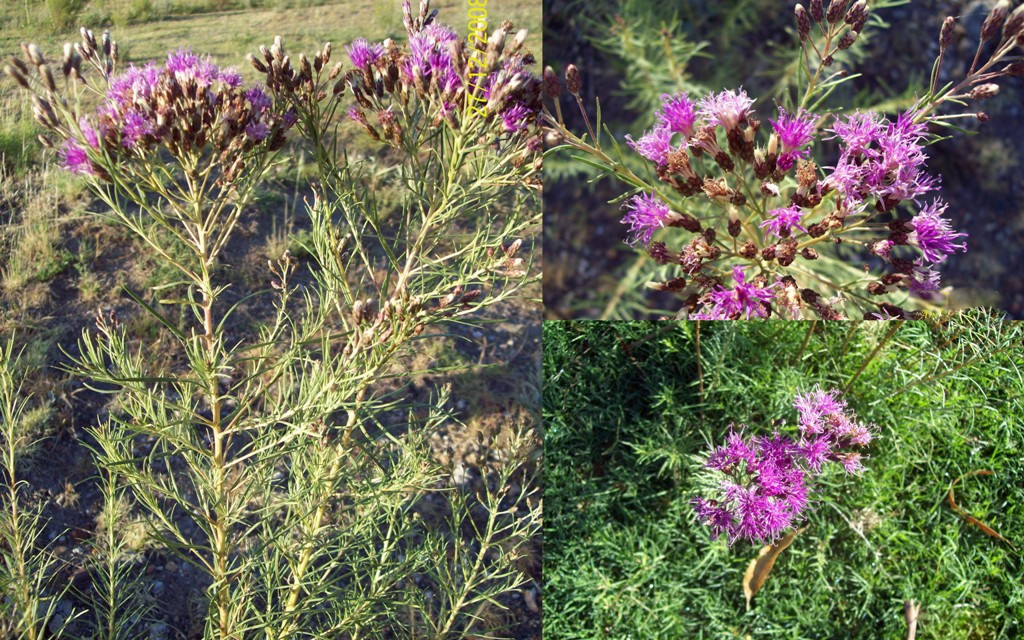
I fiori
Vernonanthura nudiflora

L'habitus delle specie di queste piante è di tipo arbustivo e piccolo-arboreo con superfici sia glabre che densamente pubescenti per peli sia semplici che peli a forma di "T". I fusti sono affusolati o angolati; possono essere presenti specie xilopodiali. La parte ipogea del fusto può essere un rizoma o anche tuberosa. Gli organi interni di queste piante contengono lattoni sesquiterpenici.
Le foglie, da sessili a lungamente picciolate, lungo il fusto sono disposte in modo alterno. La lamina è intera a forma da lineare o lanceolata a oblunga o obovata con base da ottusa a attenuata e apici in genere acuti. I margini sono interi e densamente seghettati. Le venature sono di tipo pennato.
Le infiorescenza, terminali oppure ascellari, sono composte da capolini separati e raccolti in formazioni da tirsoidi a piramidali panicolate o anche corimbose. I capolini (sessili o lungamente peduncolati, omogami e discoidi) sono composti da un involucro formato da 6 - 60 brattee embricate in 4 - 10 serie che fanno da protezione al ricettacolo campanulato sul quale s'inseriscono i fiori tubulosi. Le brattee, subcoriacee, più interne sono persistenti; a volte sono mucronate. Il ricettacolo, piatto, è privo di pagliette (ossia è nudo).
I fiori, da 4 a 30 per capolino, sono tetra-ciclici (ossia sono presenti 4 verticilli: calice – corolla – androceo – gineceo) e pentameri (ogni verticillo ha in genere 5 elementi). I fiori sono inoltre ermafroditi e actinomorfi (raramente possono essere zigomorfi).
- Formula fiorale:

*/x K {\displaystyle \infty }, [C (5), A (5)], G 2 (infero), achenio
- Calice: i sepali del calice sono ridotti ad una coroncina di squame.
- Corolla: le corolle sono formate da un tubo terminante in 5 regolari lobi; il colore varia da lavanda a porpora o anche bianco; la superficie in genere è glabra; i lobi possono essere incurvati all'esterno.
- Androceo: gli stami sono 5 con filamenti liberi e distinti, mentre le antere sono saldate in un manicotto (o tubo) circondante lo stilo.[12] Le antere, sagittate, alla base sono caudate o ottuse. Le appendici delle antere hanno le pareti sottili, spesso con ghiandole o peli. Il polline è triporato (con tre aperture di tipo isodiametrica o poro), è echinato (con punte) ma non "lophato".[13]
- Gineceo: lo stilo è filiforme e provvisto di nodi. Gli stigmi dello stilo sono due divergenti e smussati con la superficie stigmatica posizionata internamente (vicino alla base). La pubescenza è del tipo a spazzola con peli poco acuti.[14] L'ovario è infero uniloculare formato da 2 carpelli.

I frutti sono degli acheni con pappo. Gli acheni, a forma cilindrica o prismatica e con 8 - 10 coste (non sono bicornuti e raramente compressi)), hanno la superficie setolosa. All'interno si può trovare del tessuto di tipo idioblasto e rafidi subquadrati allungati; non è presente il tessuto tipo fitomelanina. Il pappo è formato da setole capillari e squamelle.

## Biologia
- Impollinazione: l'impollinazione avviene tramite insetti (impollinazione entomogama tramite farfalle diurne e notturne).
- Riproduzione: la fecondazione avviene fondamentalmente tramite l'impollinazione dei fiori (vedi sopra).
- Dispersione: i semi (gli acheni) cadendo a terra sono successivamente dispersi soprattutto da insetti tipo formiche (disseminazione mirmecoria). In questo tipo di piante avviene anche un altro tipo di dispersione: zoocoria. Infatti gli uncini delle brattee dell'involucro si agganciano ai peli degli animali di passaggio disperdendo così anche su lunghe distanze i semi della pianta.

## Distribuzione e habitat
Le piante di questo gruppo sono distribuite in America Tropicale.

## Tassonomia
La famiglia di appartenenza di questa voce (Asteraceae o Compositae, nomen conservandum) probabilmente originaria del Sud America, è la più numerosa del mondo vegetale, comprende oltre 23.000 specie distribuite su 1.535 generi, oppure 22.750 specie e 1.530 generi secondo altre fonti (una delle checklist più aggiornata elenca fino a 1.679 generi). La famiglia attualmente (2021) è divisa in 16 sottofamiglie.

### Filogenesi
Le piante di questo gruppo appartengono alla sottotribù Vernoniinae descritta all'interno della tribù Vernonieae Cass. della sottofamiglia Vernonioideae Lindl.. Questa classificazione è stata ottenuta ultimamente con le analisi del DNA delle varie specie del gruppo. Da un punto di vista filogenetico in base alle ultime analisi sul DNA la tribù Vernonieae è risultata divisa in due grandi cladi: Muovo Mondo e Vecchio Mondo. I generi di Vernoniinae appartengono al clade relativo all'America.
La sottotribù, e quindi i suoi generi, si distingue per i seguenti caratteri:
- le appendici delle antere hanno le pareti sottili, spesso con ghiandole o peli;
- il polline può essere "lophato", ma anche non "lophato".

Nell'ambito della tribù il gruppo delle Vernoniinae (insieme alle sottotribù Chrestinae e Lychnophorinae) è stato uno degli ultimi a evolversi (occupa quindi una posizione vicina al "core" della tribù). In precedenza la tribù Vernonieae, e quindi la sottotribù di questo genere (Vernoniinae), era descritta all'interno della sottofamiglia Cichorioideae.
I caratteri distintivi per le specie di questo genere ( Vernonanthura ) sono:
- i lobi della corolla sono privi di peli;
- il portamento è raramente rampicante;
- gli acheni hanno dei rafidi subquadrati.

Il numero cromosomico delle specie di questo genere è: 2n = 34.

### Elenco delle specie
Questo genere ha 76 specie:
A
- Vernonanthura almedae (H.Rob.) H.Rob.
- Vernonanthura amplexicaulis (R.E.Fr.) H.Rob.
- Vernonanthura angulata (H.Rob.) H.Rob.
- Vernonanthura auriculata (Griseb.) H.Rob.

B
- Vernonanthura beyrichii (Less.) H.Rob.
- Vernonanthura brasiliana (L.) H.Rob.
- Vernonanthura buxifolia (Less.) H.Rob.

C
- Vernonanthura cabralensis H.Rob.
- Vernonanthura catharinensis (Cabrera) H.Rob.
- Vernonanthura chamaedrys (Less.) H.Rob.
- Vernonanthura chaquensis (Cabrera) H.Rob.
- Vernonanthura cichoriifolia (Chodat) H.Rob.
- Vernonanthura cocleana (S.C.Keeley) H.Rob.
- Vernonanthura cordata (Kunth) H.Rob.
- Vernonanthura crassa (Vell.) H.Rob.
- Vernonanthura cronquistii (S.B.Jones) H.Rob.
- Vernonanthura cuneifolia (Gardner) H.Rob.
- Vernonanthura cupularis (Chodat) H.Rob.
- Vernonanthura cymosa (Vell.) H.Rob.

D
- Vernonanthura densiflora (Gardner) A.J.Vega & Dematt.
- Vernonanthura deppeana (Less.) H.Rob.
- Vernonanthura discolor (Less.) H.Rob.
- Vernonanthura divaricata (Spreng.) H.Rob.

F
- Vernonanthura fagifolia (Gardner) H.Rob.
- Vernonanthura ferruginea (Less.) H.Rob.
- Vernonanthura fuertesii (Urb.) H.Rob.

H
- Vernonanthura havanensis (DC.) H.Rob.
- Vernonanthura hieracioides (Griseb.) H.Rob.
- Vernonanthura hilairiana (Gardner) A.J.Vega & Dematt.
- Vernonanthura hintoniorum (B.L.Turner) H.Rob.

I
- Vernonanthura ignobilis (Less.) H.Rob.

L
- Vernonanthura laxa (Gardner) H.Rob.
- Vernonanthura liatroides (A.DC.) H.Rob.
- Vernonanthura lindbergii (Baker) H.Rob.
- Vernonanthura lipeoensis (Cabrera) H.Rob.
- Vernonanthura loretensis (Hieron.) H.Rob.
- Vernonanthura lucida (Less.) H.Rob.

M
- Vernonanthura mariana (Mart. ex Baker) H.Rob.
- Vernonanthura membranacea (Gardner) H.Rob.
- Vernonanthura menthifolia (Spreng.) H.Rob.
- Vernonanthura montevidensis (Spreng.) H.Rob.
- Vernonanthura mucronulata (Less.) H.Rob.

N
- Vernonanthura nana  A.J.Vega & Dematt.
- Vernonanthura nudiflora (Less.) H.Rob.

O
- Vernonanthura oaxacana (Sch.Bip. ex Klatt) H.Rob.
- Vernonanthura oligactoides (Less.) H.Rob.
- Vernonanthura oligolepis (Sch.Bip. ex Baker) H.Rob.

P
- Vernonanthura paludosa (Gardner) H.Rob.
- Vernonanthura patens (Kunth) H.Rob.
- Vernonanthura perangusta (Malme) A.J.Vega & Dematt.
- Vernonanthura petiolaris (DC.) H.Rob.
- Vernonanthura phaeoneura (Toledo) H.Rob.
- Vernonanthura phosphorica (Vell.) H.Rob.
- Vernonanthura pinguis (Griseb.) H.Rob.
- Vernonanthura piresii (H.Rob.) H.Rob.
- Vernonanthura polyanthes (Spreng.) A.J.Vega & Dematt.
- Vernonanthura prenanthoides (Gleason) H.Rob.
- Vernonanthura pseudolinearifolia (Hieron.) A.J.Vega & Dematt.
- Vernonanthura pseudonudiflora (Hieron.) H.Rob.
- Vernonanthura puberula (Less.) H.Rob.

R
- Vernonanthura rigiophylla (Kuntze) H.Rob.
- Vernonanthura rubriramea (Mart. ex DC.) Loeuille & P.N.Soares

S
- Vernonanthura sambrayana (S.B.Jones) H.Rob.
- Vernonanthura santacruzensis (Hieron.) H.Rob.
- Vernonanthura schulziana (Cabrera) H.Rob.
- Vernonanthura serratuloides (Kunth) H.Rob.
- Vernonanthura sinclairii (Benth.) H.Rob.
- Vernonanthura spathulata  M.Monge & Semir
- Vernonanthura squamulosa (Hook. & Arn.) H.Rob.
- Vernonanthura subverticillata (Sch.Bip. ex Baker) H.Rob.

T
- Vernonanthura tuerckheimii (Urb.) H.Rob.
- Vernonanthura tweedieana (Baker) H.Rob.

V
- Vernonanthura vinhae (H.Rob.) H.Rob.
- Vernonanthura viscidula (Less.) H.Rob.

W
- Vernonanthura warmingiana  Dematt.
- Vernonanthura westiniana (Less.) H.Rob.